# Communauté de communes du Montreuillois
La communauté d'agglomération de communes du Montreuillois (CCM) est une ancienne communauté de communes française, située dans le département du Pas-de-Calais et la région Hauts-de-France, arrondissement de Montreuil.
En janvier 2017, la communauté d'agglomération des Deux Baies en Montreuillois est créée par la fusion transformation des trois communauté de communes du Montreuillois, la Opale Sud et Mer et Terres d'Opale en communauté d'agglomération.

## Territoire communautaire

### Géographie
Cette zone géographique, en partie vulnérable à une éventuelle nouvelle montée des océans couvre pour partie à une unité paysagère retenue par l'Atlas régional des paysages du Nord/Pas-de-Calais 

### Composition
Elle est composée des communes suivantes :
| Nom                         | Code Insee | Gentilé            | Superficie (km2) | Population (dernière pop. légale) | Densité (hab./km2) |
| --------------------------- | ---------- | ------------------ | ---------------- | --------------------------------- | ------------------ |
| Attin                       | 62044      | Attinois           | 6,70             | 722 (2014)                        | 108                |
| Beaumerie-Saint-Martin      | 62094      | Belmariens         | 9,37             | 391 (2014)                        | 42                 |
| Bernieulles                 | 62116      | Bernieullois       | 5,74             | 193 (2014)                        | 34                 |
| Beutin                      | 62124      | Beutinois          | 3,00             | 475 (2014)                        | 158                |
| Campigneulles-les-Grandes   | 62206      | Campigneullois     | 5,34             | 304 (2014)                        | 57                 |
| Campigneulles-les-Petites   | 62207      | Campigneullois     | 6,19             | 571 (2014)                        | 92                 |
| Écuires                     | 62289      | Écuiriens          | 9,15             | 783 (2014)                        | 86                 |
| Estrée                      | 62312      | Estréens           | 4,47             | 291 (2014)                        | 65                 |
| Estréelles                  | 62315      | Estréellois        | 3,18             | 366 (2014)                        | 115                |
| Hubersent                   | 62460      | Hubersentois       | 7,97             | 255 (2014)                        | 32                 |
| Inxent                      | 62472      | Inxentois          | 3,78             | 170 (2014)                        | 45                 |
| La Calotterie               | 62196      | Calotterois        | 9,48             | 648 (2014)                        | 68                 |
| La Madelaine-sous-Montreuil | 62535      | Madelainois        | 2,46             | 167 (2014)                        | 68                 |
| Lépine                      | 62499      | Spinetois          | 10,82            | 263 (2014)                        | 24                 |
| Montcavrel                  | 62585      | Montcavrellois     | 9,56             | 409 (2014)                        | 43                 |
| Montreuil (Pas-de-Calais)   | 62588      | Montreuillois      | 2,85             | 2 132 (2014)                      | 748                |
| Nempont-Saint-Firmin        | 62602      | Nempontois         | 4,48             | 180 (2014)                        | 40                 |
| Neuville-sous-Montreuil     | 62610      | Neuvillois         | 8,82             | 659 (2014)                        | 75                 |
| Recques-sur-Course          | 62698      | Recquois           | 4,83             | 290 (2014)                        | 60                 |
| Sorrus                      | 62799      | Sorrusiens         | 6,79             | 760 (2014)                        | 112                |
| Wailly-Beaucamp             | 62870      | Wailly-Beaucampois | 14,33            | 1 020 (2014)                      | 71                 |

## Administration

### Siège
Le siège de la communauté de communes est à Montreuil-sur-Mer, Place Gambetta.

### Élus
La communauté d'agglomération est administrée par son Conseil communautaire, composé de conseillers municipaux représentant chacune des 21 communes membre.
Le conseil communautaire du 15 avril 2014 a élu son nouveau président, Charles Barège, Maire de Montreuil et ses 7 vice-présidents, qui sont : 
1. Philippe Fourcroy, maire d’Attin, chargé de l'environnement, du développement durable et des déchets ;
2. Jacques Flahaut, maire de Sorrus, chargé des finances, de la mutualisation des services et du développement numérique ;
3. Jean-Claude Allexandre, maire de Campigneulles-les-Petites, chargé des sports, de la petite enfance et de la jeunesse (Relais d'assistantes maternelles, Accueil de loisirs sans hébergement) ;
4. Jean-François Leblanc, maire-adjoint de Montreuil, chargé du tourisme, du patrimoine, de la culture et de l'aménagement du territoire ;
5. Michel Louvet, élu de Wailly-Beaucamp, chargé des travaux et du développement économique ;
6. Daniel Jumez, maire d’Estrée, chargé de la lutte contre les inondations ;
7. Roger Blot, élu de Sorrus, chargé de l'assainissement[2].

Ensemble, ils forment l'exécutif de l'intercommunalité pour le mandat 2014-2020.

## Liste des présidents
| Période        | Période | Identité        | Étiquette | Qualité                          |
| -------------- | ------- | --------------- | --------- | -------------------------------- |
|                | 2014    | Bruno Béthouart | DVG       | Maire de Montreuil (2008 → 2014) |
| 15 avril 2014, | 2016    | Charles Barège  | UDI       | Maire de Montreuil (2014 → )     |

### Compétences
La communauté exerce des compétences qui lui sont déléguées par les communes membres.
Il s'agit notamment de : 
- L’aménagement de l’espace ;
- Les actions de développement économique intéressant l’ensemble de la communauté. Elles comprennent  l’aménagement, la gestion et l’entretien des zones d’activités (Z.A) industrielle, commerciale, tertiaire, artisanale, touristique, en projet ou déjà réalisées à ce jour par la CCM et les actions favorisant la promotion économique ;
- La protection et la mise en valeur de l’environnement (assainissement, déchets, préservation de l’environnement…)
- La politique du logement et du cadre de vie ;
- L’aménagement et l’entretien des voiries d’intérêt communautaire ;
- La construction et l’entretien d’équipements sportifs appartenant à la Communauté ;
- L’accueil et l’animation en faveur des jeunes ;
- La promotion de la pratique sportive en faveur de toutes les générations ;
- La création et la promotion des spectacles culturels ;
- Les Nouvelles Techniques d’Information et de Communication (NTIC) ;
- Le Relais Assistantes Maternelles (RAM)[5].